# Минчо Минев
Минчо Василев Минев е български скулптор.

## Биография
Роден е на 20 април 1945 година в шуменското село Драгоево. През 1975 година завършва Висшия институт за изобразително изкуство „Николай Павлович“ в класа по декоративно-монументална скулптура на Величко Минеков. Участва в международните симпозиуми по скулптура в Бургас (1977 г., носител на III награда) и Вишне Ружбани (1978 г.). Повечето му творби са в областта на скулптурната композиция и портрета. По-значимите му произведения са:
- „Безсмъртие“;
- „Заплаха“;
- „Милувка“;
- „Музика“;
- „Обич“;
- „Освобождение“;
- „Орфей“;
- „Пристан“;
- „Робство“;
- „Роден бряг“;
- „Родна реч“ (1975);
- „Златни пясъци“ (1976);
- „Утро“ (1976);
- „Октомври 1977“ (1977);
- „Портрет на Ив. Фунев“ (1977);
- „Плевен 1877“ (1978);
- „Портрет на Васил Друмев“ (1978);
- „Семейство“ (1978).[1]

Участник в общи художествени изложби. Негови произведения са притежание на Националната художествена галерия и градските галерии в Благоевград, Добрич, Кюстендил, Павликени, Плевен и Русе.